# 스피도
스피도(영어: Speedo International Limited)는 영국에 본사를 둔 국제적인 수영용품 제조 업체이다. 특히 경기용 수영복이 유명하고, 국내외 유명 수영 선수들과 계약을 맺고 있다. 영어권 등에서는 스피도라는 단어가 경기용 수영복의 대명사로도 쓰인다.